# Siegfried Brietzke

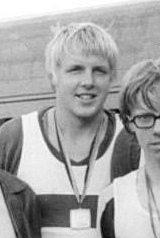
Siegfried Brietzke in 1974

Siegfried Brietzke (* 12. Juni 1952 in Rostock) ist ein ehemaliger deutscher Ruderer. Dem Rostocker Ruderer gelang eine herausragende Leistung: Bei drei aufeinander folgenden Olympischen Spielen sicherte er sich jeweils eine Goldmedaille, einmal im Zweier und zweimal im Vierer ohne Steuermann.

## Stationen
Brietzke kam 1967 nach einem Fernsehaufruf zum Rudersport und wurde schon drei Jahre später (1970) zusammen mit Wolfgang Mager und Steuermann Werner Lehmann Junioren-Weltmeister im Zweier mit Steuermann. Bei den Olympischen Spielen 1972 in München gewann er Gold im Zweier ohne Steuermann. 1974 wurde er Student an der Deutschen Hochschule für Körperkultur (DHfK). In den Jahren 1974, 1975, 1977 und 1979 wurde er Weltmeister im Vierer ohne Steuermann. 1978 wurde er in dieser Disziplin Vizeweltmeister. Bei den Olympischen Spielen 1976 in Montreal gewann er Gold im Vierer ohne Steuermann. Bei den folgenden Olympischen Spielen 1980 in Moskau gewann er erneut Gold im Vierer und beendete danach seine aktive Laufbahn. Bis 1988 war er als Trainer beim SC DHfK Leipzig tätig. Von 1981 bis 1990 war er Mitglied des Olympischen Komitees der DDR und bis 1993 Mitglied des BRD-NOK. Nach der Wiedervereinigung war er als Wegerechtler zunächst in Hamburg und Kassel tätig, später in Schwerin.
Brietzke erhielt 1976 den Vaterländischen Verdienstorden der DDR in Gold und ist Träger der Ehrenspange des Vaterländischen Verdienstordens der DDR in Gold. Wie sich nach der Wende herausstellte, wurden viele seiner sportlichen Leistungen mit Doping erzielt. Er wurde von der Stasi geworben und als IMS „Charlie“ geführt. Im Gegensatz zum IM (inoffiziellen Mitarbeiter) war er als IMS zusätzlich mit der Sicherung eines gesellschaftlichen Bereichs oder Objekts betraut, namentlich der Kontrolle von Leistungssportlern mit abweichendem Denken.